# Palazzo Raio

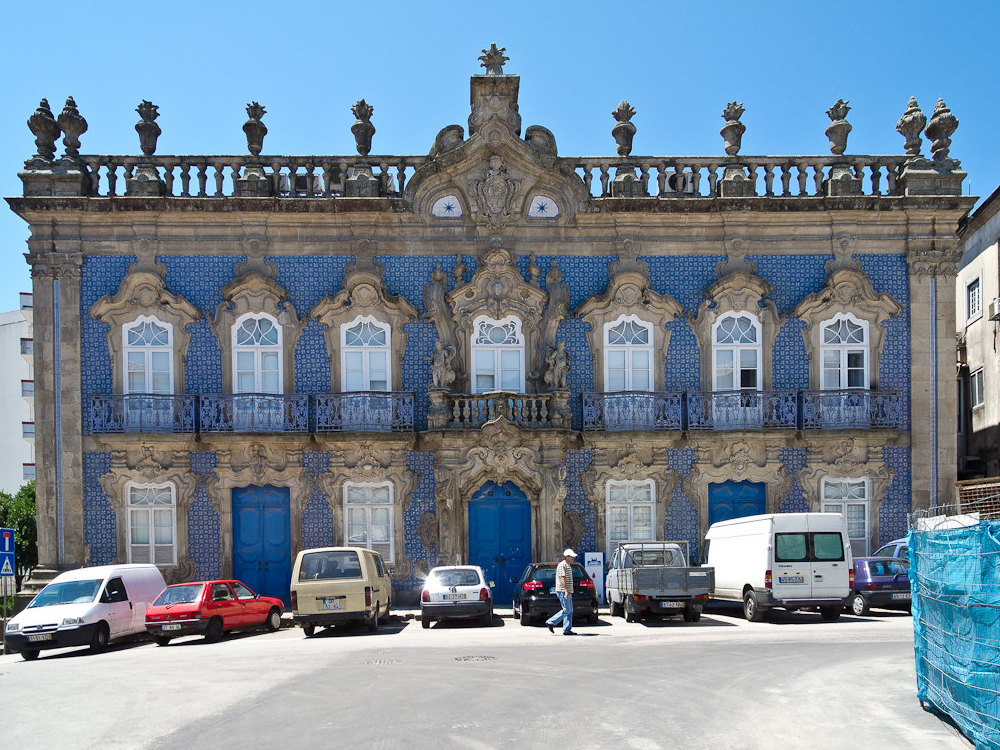
Braga (Portogallo): Palazzo Raio

Palácio do Raio ("Palazzo (di) Raio") o Casa do Raio ("Casa (di) Raio"), conosciuto anche come Casa do Mexicano, è uno storico edificio del comune portoghese di Braga, nel Minho (Portogallo settentrionale), costruito tra il 1754 e il 1755 su progetto dell'architetto André Soares. Deve il proprio nome a uno dei proprietari, Miguel José Raio.

## Descrizione
Palácio do Raio  è situato in Rua do Raio, nell'ex-freguesia di São José de São Lázaro.
L'edificio è in stile barocco. La sua facciata, di colore azzurro scuro, è decorata con azulejos realizzati da Bartolomeu Antunes e presenta una balaustra decorata con falò e anfore.
|  |

## Storia
L'edificio fu fatto costruire nel 1754 da João Duarte de Faria, ricco commerciante e cavaliere dell'Ordine di Cristo. Il progetto fu affidato all'architetto Andrè Soares.
Nel 1834, fu acquistato da Miguel José Raio, da cui l'edificio ha preso il nome.
Il 5 maggio 1970, Palácio do Raio fu dichiarato edificio di interesse pubblico.